# Khalid II bin Ahmad al-Qasimi
Khalid II bin Ahmad al-Qasimi (... – 1950), è stato emiro di Sharja dal 1914 al 1924 e di Ras al-Khaima dal 1914 al 1921. Il suo dominio fu tumultuoso e impopolare, segnato da conflitti intestini e malcontento popolare e vide la definitiva disintegrazione del dominio congiunto degli al-Qasimi su Sharja e Ras Al Khaima. Nel 1924 venne deposto e nominato governatore di Dhaid e Kalba, riconosciuta dagli inglesi come Stato della Tregua, e rimase una figura molto influente nella Shamaliyah, la costa orientale della penisola.

## Ascesa al trono
Poco prima di morire, Saqr II bin Khalid nominò suo cugino, Khalid bin Ahmad, suo successore, poiché i suoi figli erano ancora minorenni.
Uno dei primi atti di Khalid fu il risolvere la questione di Jazirat Al Hamra. Composta da circa 500 case e abitata da membri della tribù Za'ab (il nome della famiglia degli Al Zaabi deriva dal singolare di Za'ab), Jazirat Al Hamra era normalmente considerata come una dipendenza di Ras Al Khaima (anche se era spesso cercava l'indipendenza) e Khalid la confermò con una divisione formale delle dipendenze tra i due emirati.
Nel 1919, Khalid nominò suo fratello Rashid come wali di Dibba, generando una prolungata disputa sul feudo dopo che Khalid fu deposto.

## Perdita di Ras al-Khaima
Il regno di Khalid fu caratterizzato da una serie di sfide, non ultima delle quali la perdita di Ras al-Khaima come dipendenza. In quella città aveva ereditato una situazione problematica, dove Salim bin Sultan al-Qasimi, già sovrano di Sharja e, per breve tempo, di Ras al-Khaima, aveva stabilito un'indipendenza virtuale. Il figlio di Salim, Muhammad, aveva assunto il ruolo di leader a Ras al-Khaima dopo che il padre era rimasto paralizzato e lo mantenne fino a quando, nel luglio del 1919, vi rinunciò in favore di suo fratello, Sultan. Salim morì nell'agosto del 1919 e gli succedette Sultan.
Inizialmente gli inglesi erano riluttanti a riconoscere Sultan come sovrano (e quindi indipendente da Khalid bin Ahmad) poiché ritenevano che il suo mandato sarebbe stato di breve durata a causa della sua giovane età e del rischio che fosse deposto da parenti più anziani. Tuttavia, il 7 giugno del 1921, fu confermato come tale dal residente politico britannico. L'impotenza di Khalid di fronte a questo atto fu sorprendente, così come la sua debolezza nella gestione del capo ribelle di Heera, Abdulrahman bin Muhammad Al Shamsi.
Nel giugno del 1920, Abdulrahman prese il forte di Ajman e fu rimosso solo dopo l'intercessione dell'agente della residenza britannica. Khalid raccolse una forza, insieme a Humaid III bin Abd al-Aziz Al Nuaimi di Ajman e insieme attaccarono Abdulrahman a Heera. Di nuovo, gli inglesi intervennero e fu raggiunto un accordo che riconosceva Abdulrahman come soggetto a Khalid e lo obbligava a non causare ulteriori guai. Questo infastidì Humaid che non ottenne nulla da esso.
All'inizio del 1922, insieme agli altri sceicchi, Khalid firmò un accordo con gli inglesi in base al quale qualsiasi concessione petrolifera sarebbe stata concessa solo ad un incaricato del governo britannico. Tuttavia, nessuna simile concessione fu firmata durante il suo regno. Il 9 agosto 1923 stipulò un accordo con il capo di Hamriyah, alla presenza dell'agente della residenza britannica ma con la furia del residente politico a Bushire, con il quale garantiva l'indipendenza della città. Il successore di Khalid considerò di annullare l'accordo.

## Deposizione
Sultan bin Saqr, figlio di Saqr II, fece una petizione ad Ahmad per ottenere la restituzione delle proprietà e del denaro che Khalid aveva conquistato assumendo il potere, ma invano. Amareggiato, nel 1921 lasciò Sharja e si stabilì a Dubai.
Nel 1923 Sultan sposò la figlia di Abdulrahman bin Muhammad Al Shamsi. Khalid prese questo come una sfida e ancora una volta si mosse contro Abdulrahman a Heera. Egli però si appellò all'agente della residenza britannica che negoziò una pace e mise due suoi uomini a guardia del forte di Heera. Khalid quindi nominò un wali per quella città che, tuttavia, Abdulrahman arrestò. Khalid attaccò Heera ed Abdulrahman preparò la difesa contro una forza combinata di Sharja e Ajman. Seguì un altro intervento britannico e Abdulrahman andò a Dubai per unirsi a suo genero.
Ormai, il popolo di Sharja ne aveva abbastanza. Khalid era impopolare ed era considerato debole, avendo perso Ras al-Khaima ed essendo oppresso da Heera. Le sue azioni nei confronti di Sultan, figlio dell'ex emiro, furono ampiamente deprecate e le tasse rimasero risentite. Il 1º novembre 1924, Sultan fu accolto a Sharja e depose Khalid dopo un breve conflitto durato 11 giorni. Khalid si rifugiò a Dubai e poi a Umm al-Qaywayn.

## Sovrano di Dhaid
Sebbene rimosso come sovrano di Sharja, Khalid esercitò una notevole influenza sulle dipendenze orientali di Sharja, ovvero Dhaid, Dibba e Kalba. Dopo aver preso il potere, Sultan rimosse il fratello di Khalid, Rashid, dall'incarico di wali di Dibba. Tuttavia, fu restaurato nel 1926 dopo che ebbe guidato una rivolta popolare e mantenne l'ufficio fino alla sua morte, nel 1937.
Nel giugno del 1927 Sultan e Khalid raggiunsero un accordo per provvedere al mantenimento della famiglia del sovrano deposto. L'emiro cedette il forte di Dhaid e le entrate della città dell'oasi interna a Khalid. Dhaid, nel 1906, aveva fruttato circa 228 talleri di Maria Teresa all'anno grazie alle tasse sull'acqua e alla vendita di datteri.
Sebbene avesse l'accordo di Sultan, Khalid rimase a Umm al-Qaywayn e mandò alcuni dei suoi uomini a Dhaid per occupare i suoi beni acquisiti di recente poiché i beduini che avevano presidiato il forte per Sultan erano ancora attivi nella zona. Con il sostegno degli sceicchi delle tribù beduine Bani Ka'ab e Na'im, che favorivano qualsiasi piano che indebolisse Sharja, venne concordato che il sovrano di Ras al-Khaima Sultan bin Salim al-Qasimi, avrebbe occupato Dhaid per conto di Khalid. Questo accordo non fu pienamente supportato dallo stesso Sultan bin Salim, che temeva l'antagonismo di Sultan bin Saqr e credeva anche che Khalid bin Ahmad rappresentasse un onere finanziario corrente con poche speranze di un ritorno che non fosse conflittuale.
Khalid bin Ahmad prese finalmente possesso a pieno titolo di Dhaid nel luglio del 1928.

## Sovrano di Kalba
Nell'aprile del 1937, Khalid bin Ahmad sposò Aisha, la figlia dell'ex wali e ora sovrano di Kalba, lo sceicco Said bin Hamad al-Qasimi. Questi nel 1936 era stato riconosciuto come sceicco a capo di uno Stato della Tregua dagli inglesi in cambio del suo accordo al fatto che venisse aperta una pista di atterraggio di riserva a supporto del campo d'aviazione della Imperial Airways di Sharja. Said bin Hamad morì improvvisamente alla fine di aprile del 1937 mentre visitava Khor Fakkan. Il figlio di Said, Hamad, era ancora minorenne e quindi Aisha si mosse rapidamente per stabilire una reggenza. Si diresse verso Kalba e organizzò le difese della città. Per molti anni Said bin Hamad aveva vissuto ad Ajman e aveva affidato a uno schiavo di nome Barut la gestione di Kalba e Aisha fece in modo che Barut prendesse nuovamente il comando. Mandò poi un messaggio a Khalid bin Ahmad, che in quel momento si trovava a Ras al-Khaima.
Seguì un periodo di intense lotte intestine e negoziazioni tra le molte parti coinvolte. Nel giugno del 1937, i residenti degni di nota di Kalba selezionarono lo schiavo Barut come reggente per conto del dodicenne Hamad ma questa soluzione non fu accettata dagli inglesi che scelsero Khalid bin Ahmad. Questi era sempre più visto come una figura influente e unificante dai beduini e dagli abitanti della costa orientale, al punto che il suo vecchio nemico, Sultan bin Saqr, fu costretto a chiedergli aiuto per pacificare le tribù dell'interno, in particolare i Bani Qitab, pagandolo 1 500 rupie per il suo aiuto.
Khalid governò su Dhaid e Kalba, delegando il suo dominio sulla seconda a Barut e scegliendo come sue residenze Dhaid e Heera, fino al 1950, quando era troppo vecchio e infermo per assumere un ulteriore ruolo negli affari. Morì in quell'anno.